# Алкогольная монополия
Алкогольная монополия или Винная монополия — исключительное право государства или отдельных лиц (откуп) на производство и сбыт некоторых или всех видов спиртных напитков. Монополия может использоваться в качестве альтернативы сухому закону, т.е полному запрету на употребление и продажу алкоголя.
Ныне алкогольные монополии существуют в Швеции (Systembolaget), Норвегии (Vinmonopolet), Финляндии (Alko), Исландии (Vínbúðin), на Фарерских островах (но не в самой Дании), во всех провинциях и территориях Канады, кроме Альберты (провинция приватизировала свою монополию в 1993 году). В США есть несколько штатов, где оптовая торговля алкоголем контролируется правительством штата, а розничные продажи осуществляются либо государственными, либо частными ретейлерами. Подобное также встречается в некоторых штатах Индии.

## История

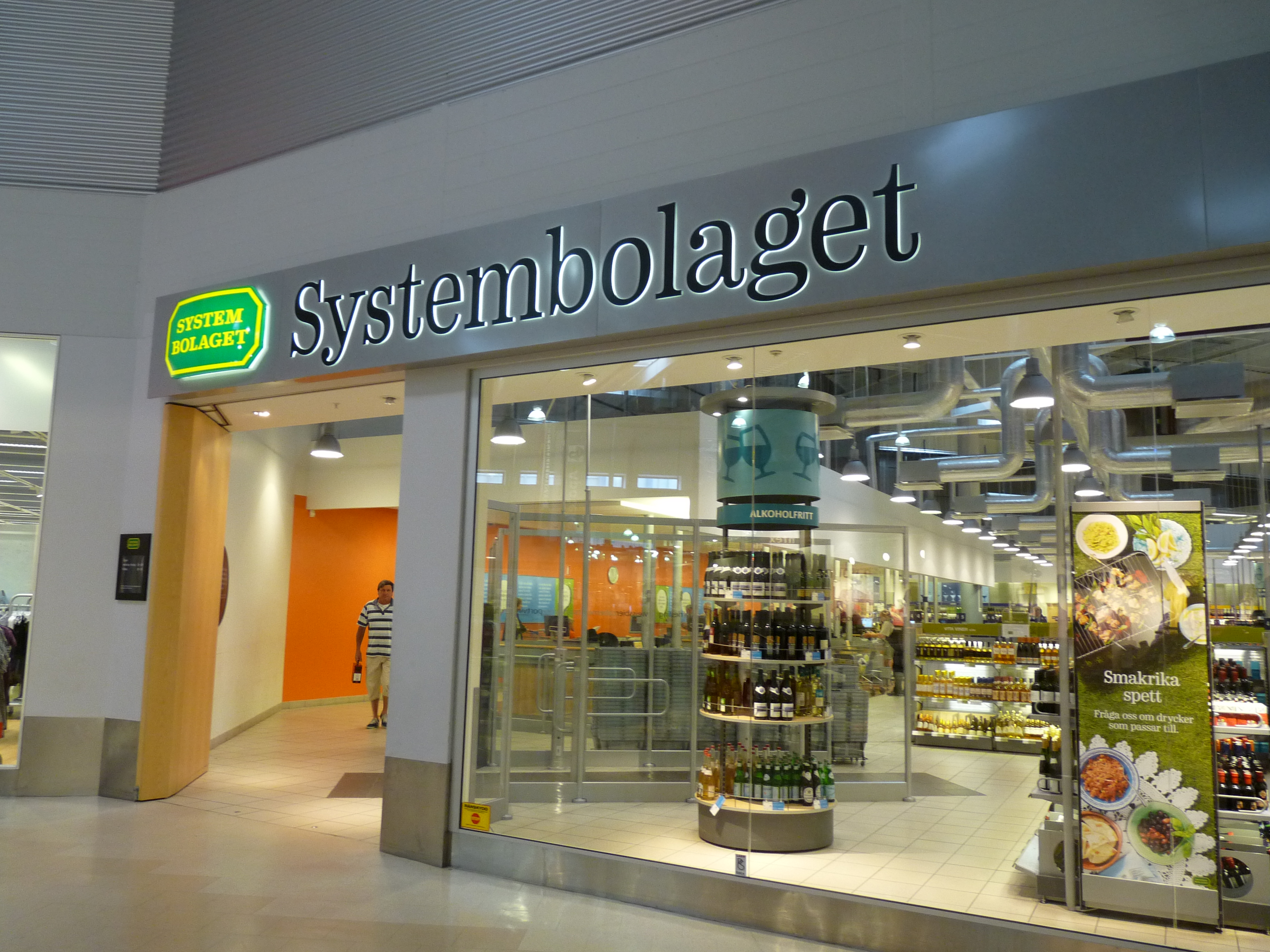
Около входа в один из магазинов сети Systembolaget в Швеции (2009)

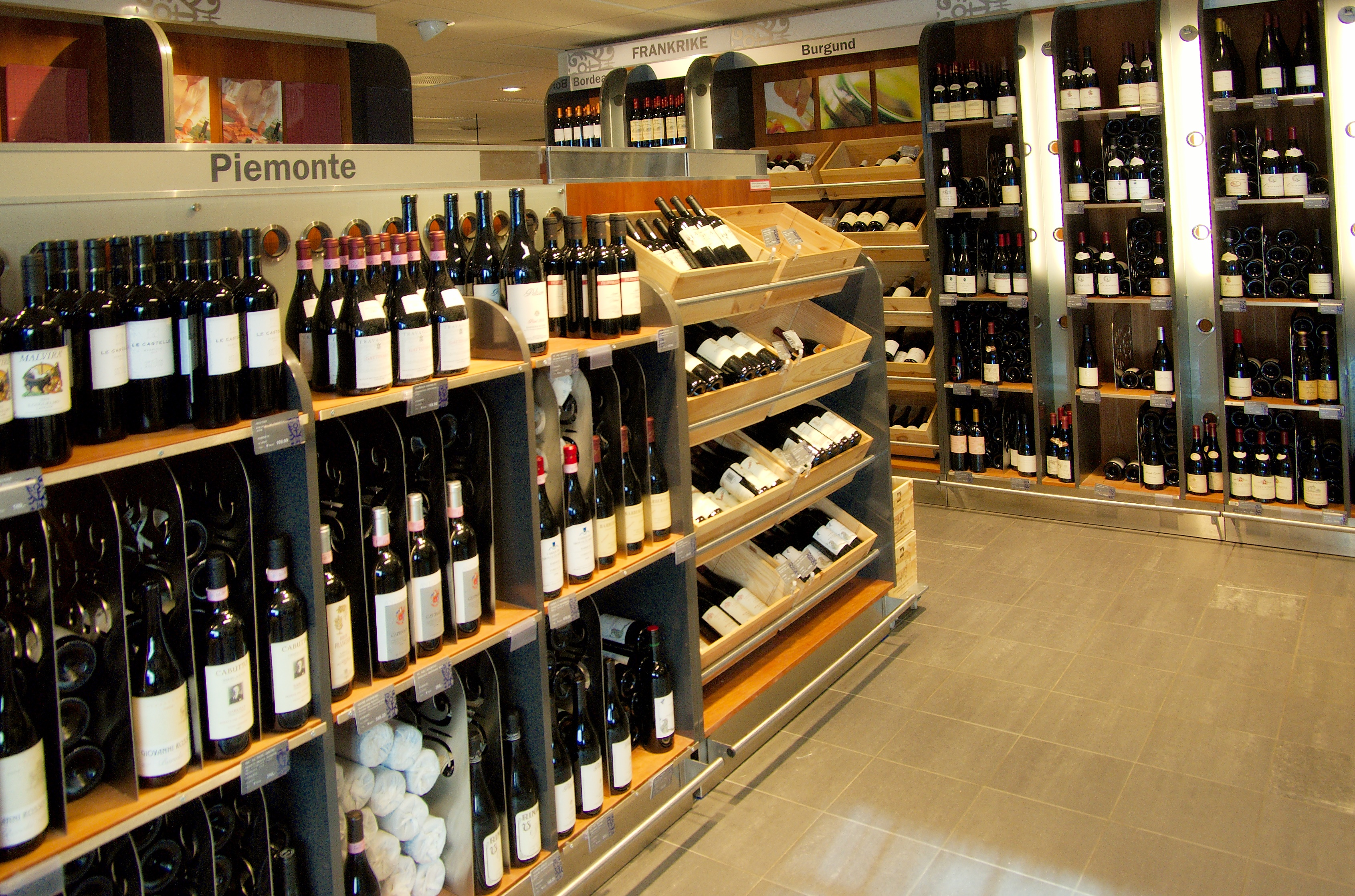
Внутри одного из магазинов сети Vinmonopolet в Норвегии (2020)

### В Европе
Скандинавские страны начали регулировать продажу алкогольных напитков в XIX веке. С 1905 года парламент Швеции (риксдаг) ограничил эту деятельность только государственными лицензированными заведениями. В то же время в Норвегии в 1922 году была основана первая государственная компания по продаже алкоголя — Vinmonopolet, единственная компания в стране, которая имела право его продавать из-за действия сухого закона и которая после его отмены получила исключительное право на торговлю всеми видами алкогольных напитков.
Норвежская модель как альтернатива запрету была скопирована в других странах региона, таких как Финляндия (Alko, 1932), Швеция (Systembolaget, 1955), Исландия (Vínbúð, 1961) и Фарерские острова (Rúsdrekkasøla Landsins, 1992). В середине XX века произошла либерализация в барах и ресторанах, и даже в розничной торговле при соблюдении ряда условий. Ярким примером является пиво: Финляндия и Норвегия разрешают супермаркетам продавать пиво, если процент алкоголя в нём не превышает 4,75 %; в Швеции этот показатель снижен до 3,5 %, а в Исландии (где большинство марок было запрещено до 1989 года) ограничение составляет 2,25 %.

### В Северной Америке
Все провинции и территории Канады, кроме Альберты (провинция приватизировала свою монополию в 1993 году), имеют собственную монополию на продажу спиртных напитков и собственное алкогольное законодательство, в то время как в США ограничения зависят от конкретной юрисдикции: в общей сложности 17 штатов в той или иной форме ограничивают продажу спиртных напитков, а в штате Юта они распространяются на весь алкоголь.

### В России
Первая российская алкогольная монополия была учреждена в 1474 году Иваном III и действовала до 1533 года. В 1652 году была введена вторая по счёту государственная монополия. Она просуществовала 29 лет.
В 1696 году Пётр I учредил третью государственную монополию. Через 20 лет, в 1716 году, царь ввел свободу винокурения в России, обложив производителей «винокурной пошлиной». К 1862 году, питейные пошлины составляли порядка 40 процентов доходов бюджета Российской Империи
Четвёртая монополия была введена (по инициативе министра финансов Сергея Витте) в 1894 году, но в полной мере действовала с 1906 по 1913 год. Винная монополия распространялась на очистку спирта и торговлю крепкими спиртными напитками. Винокуренные заводы могли принадлежать частным предпринимателям, однако производимый ими спирт покупался казной, проходил очистку на государственных складах и продавался в государственных винных лавках. В 1913 году общая выручка от винной монополии составила 26 процентов доходов бюджета России. Чистый доход от казенной винной монополии, составлявшей в 1900 г. — 188 млн. рублей, возрос в 1913 г. до 675 миллионов.
Монополия распространялась только на водку; все прочие спиртные напитки производились и продавались свободно, но были обложены акцизом (а импортные — ещё и ввозной таможенной пошлиной). Монопольные цены на водку были хорошо согласованы со ставками акцизов и пошлин; массовый беднейший потребитель удовлетворялся казённой водкой, а состоятельный потребитель предпочитал все прочие напитки в свободной продаже.
С началом Первой мировой войны торговля спиртными напитками была запрещена.
Пятая монополия на алкоголь была введена в январе 1924 года. В 1985 году, незадолго до начала антиалкогольной кампании, продажа водки давала треть доходов от торговли продовольствием или одну шестую часть всего товарооборота советской торговли.
7 июня 1992 года президент России Борис Ельцин своим указом отменил монополию государства. Однако 11 июня 1993 года был издан указ президента о восстановлении государственной монополии на производство, хранение и оптовую продажу алкогольной продукции. Но на рынке уже активно действовали независимые производители, проконтролировать деятельность которых было практически невозможно. Образованная тем же указом Госинспекция по обеспечению госмонополии на алкоголь, ставшая затем федеральной службой, а потом и госкомитетом, в апреле 1998 года была упразднена.

## Список

### Европа
- Rúsdrekkasøla Landsins[англ.] — Фарерские острова (1992 — н.в)
- Alko — Финляндия (1932 — н.в)
- Vínbúðin[англ.] — Исландия (1961 — н.в)
- Vinmonopolet — Норвегия (1922 — н.в)
- Systembolaget — Швеция (1955 — н.в)

### Ближний Восток

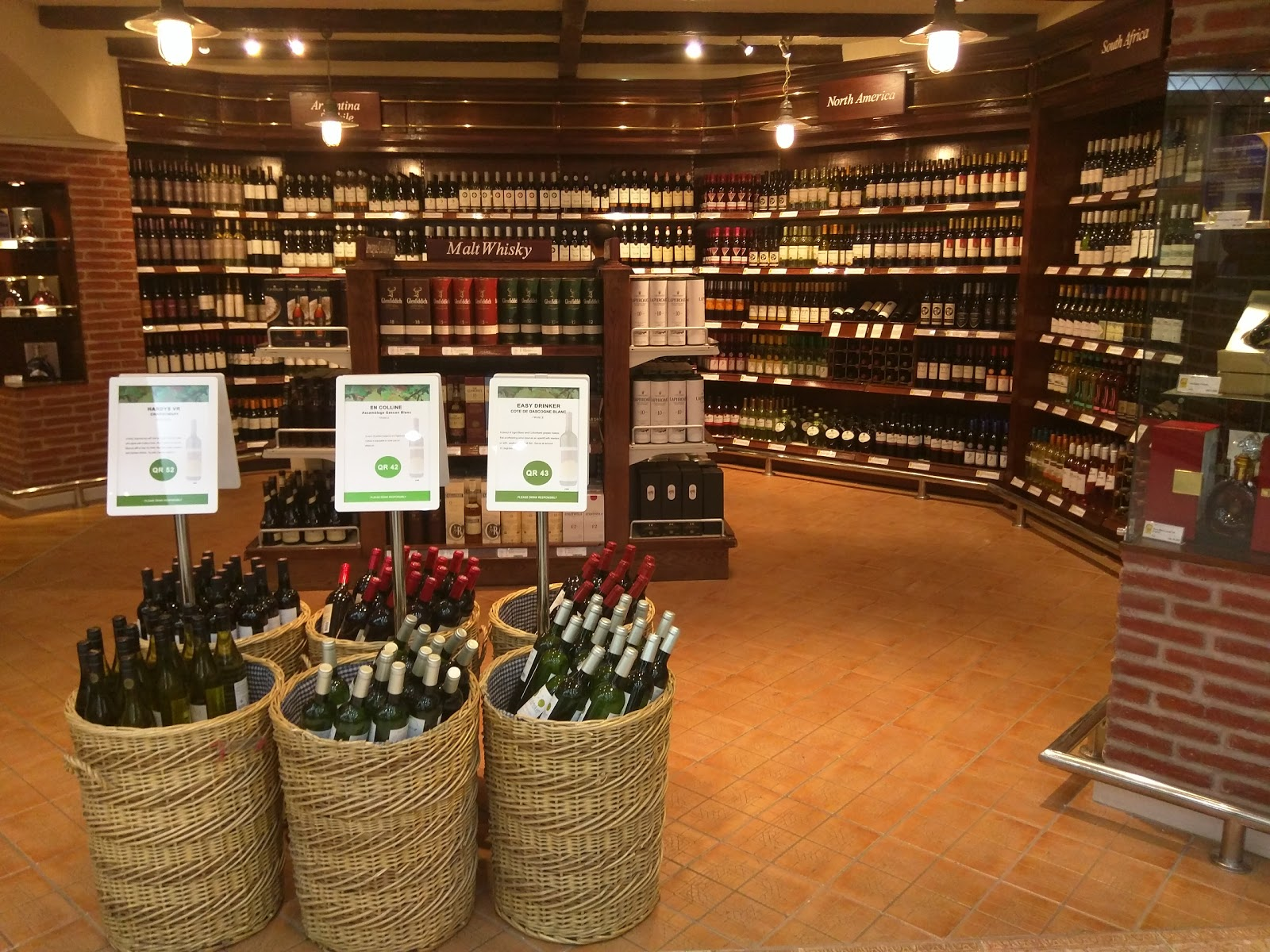
Inside of a branch of the Qatari alcohol monopoly, Qatar Distribution Company (QDC), in Doha

- Qatar Distribution Company — Катар[11]
- Tekel — Турция (1862—2008)

### Индия
- Kerala State Beverages Corporation[англ.] — Керала
- TASMAC[англ.] — Тамилнад

### США

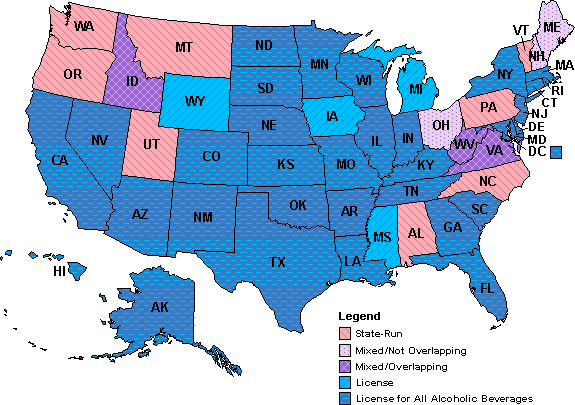
Retail distribution systems for alcohol in the U.S. as of January 1, 2007

- National Alcohol Beverage Control Association[англ.] — США
  - North Carolina Alcoholic Beverage Control Commission[англ.] — Северная Каролина
  - Pennsylvania Liquor Control Board[англ.] — Пенсильвания
  - Virginia Department of Alcoholic Beverage Control[англ.] — Виргиния

### Канада
- BC Liquor Distribution Branch[англ.] — Британская Колумбия
- Manitoba Liquor & Lotteries Corporation[англ.] — Манитоба
- New Brunswick Liquor Corporation[англ.] — Нью-Брансуик
- Newfoundland and Labrador Liquor Corporation[англ.] — Ньюфаундленд и Лабрадор
- Northwest Territories Liquor Commission[англ.] — Северо-Западные территории
- Nova Scotia Liquor Corporation[англ.] — Новая Шотландия
- Nunavut Liquor and Cannabis Commission[англ.] — Нунавут
- Liquor Control Board of Ontario[англ.] — Онтарио
- Prince Edward Island Liquor Control Commission[англ.] — Остров Принца Эдуарда
- Société des alcools du Québec[англ.] — Квебек
- Saskatchewan Liquor and Gaming Authority[англ.] — Саскачеван
- Yukon Liquor Corporation[англ.] — Юкон